# Jadar Radom
Jadar Radom – polski klub siatkarski z Radomia, istniejący w latach 2003-2011.
W sezonie 2003/04 zajął miejsce ligowe zlikwidowanych z powodu zadłużeń finansowych Czarnych Radom, przejmując ich drużynę i grupy młodzieżowe. Swoimi symbolami i nazwą zespół promował jedynie sponsorującą go firmę Jadar.
W 2006 roku zawodnicy Jadaru wywalczyli awans do Polskiej Ligi Siatkówki (obecnie PlusLigi). Tuż przed startem w najwyższej klasie ligowej klub przekształcił się w sportową spółkę akcyjną, przyjmując nazwę Jadar Sport S.A. Radom. Największym osiągnięciem radomian było zajęcie 7. miejsca w klasyfikacji końcowej rozgrywek Polskiej Ligi Siatkarskiej w sezonie 2006/07. W 2010 roku właściciel klubu sprzedał miejsce w ekstraklasie AZS-owi Politechnice Warszawskiej.
9 czerwca 2011 roku miejsce Jadaru w I lidze przejął KPS Siedlce, który w zamian za to przez 2 kolejne sezony występował pod nazwą KPS Jadar Siedlce.

## Historia

### Chronologia nazw
- 2003: Radomskie Towarzystwo Siatkarskie (RTS) Radom
- 2003: Jadar RTS Radom
- 2004: Klub Sportowy (KS) Jadar Radom
- 2006: Jadar Sport SA Radom
- 2008: Jadar Radom

### Geneza i powstanie klubu
W 2002 roku „Czarni” po raz pierwszy w historii spadli do niższej klasy rozgrywek. W sezonie 2002/2003, występując na zapleczu Polskiej Ligi Siatkówki, zakończyli rozgrywki na 4. miejscu. Po tym sezonie drużyna przestała istnieć. Zebranie radomskich działaczy zadecydowało o likwidacji klubu. „Czarni” mieli dług ponad 1,5 miliona złotych, co uniemożliwiało dalsze funkcjonowanie. Trofea przekazane zostały powstałemu wówczas Radomskiemu Towarzystwu Siatkarskiemu. Organizacja ta przejęła zespół Wojskowego Klubu Sportowego oraz jego grupy młodzieżowe. Pierwszym prezesem klubu został Dariusz Fryszkowski, który jednocześnie pełnił funkcję szkoleniowca zespołu. Przed pierwszymi występami w rozgrywkach sponsorem strategicznym RTS-u została firma Jadar, w związku z czym siatkarze do zmagań ligowych przystąpili pod nazwą „Jadar RTS Radom”. W grudniu 2003 roku nowym prezesem stowarzyszenia został właściciel tego przedsiębiorstwa, Tadeusz Kupidura.

### 2003–2006 – rozgrywki zaplecza Polskiej Ligi Siatkówki
Pierwszy mecz w rozgrywkach ligowych radomianie rozegrali w Zduńskiej Woli, przegrywając z miejscowym SPS-em 1:3. Pierwsze zwycięstwo odnieśli w 3. kolejce pojedynków Serii B, pokonując zespół SMS-u I Spała w trzech setach. W klasyfikacji końcowej rundy zasadniczej zajęli 8. miejsce na 11 drużyn, z dorobkiem 29 punktów (5 „oczek” straty do lidera tabeli, Górnika Radlin). Drużyna Jadaru RTS uczestniczyła również w turnieju Pucharu Polski, w którym poniosła porażkę w spotkaniu o awans do IV rundy rozgrywek z drużyną Polskiej Ligi Siatkówki, Pamapolem AZS Częstochowa, w trzech setach.
W kolejnym sezonie, 2004/2005, radomski zespół wywalczył 4. pozycję w klasyfikacji generalnej ligi, ustępując Deleccie-Chemikowi Bydgoszcz, Gwardii Wrocław i Jokerowi Piła. Odnosząc zwycięstwa nad tymi drużynami, po pięciu zwycięstwach na początku rozgrywek stracił jednak punkty z Orłem Międzyrzecz, BBTS Bielsko-Biała i rezerwami Skry. Porażka z walczącym o utrzymanie Moderatorem Hajnówka przekreśliła szanse na awans do najwyższej klasy rozgrywek.

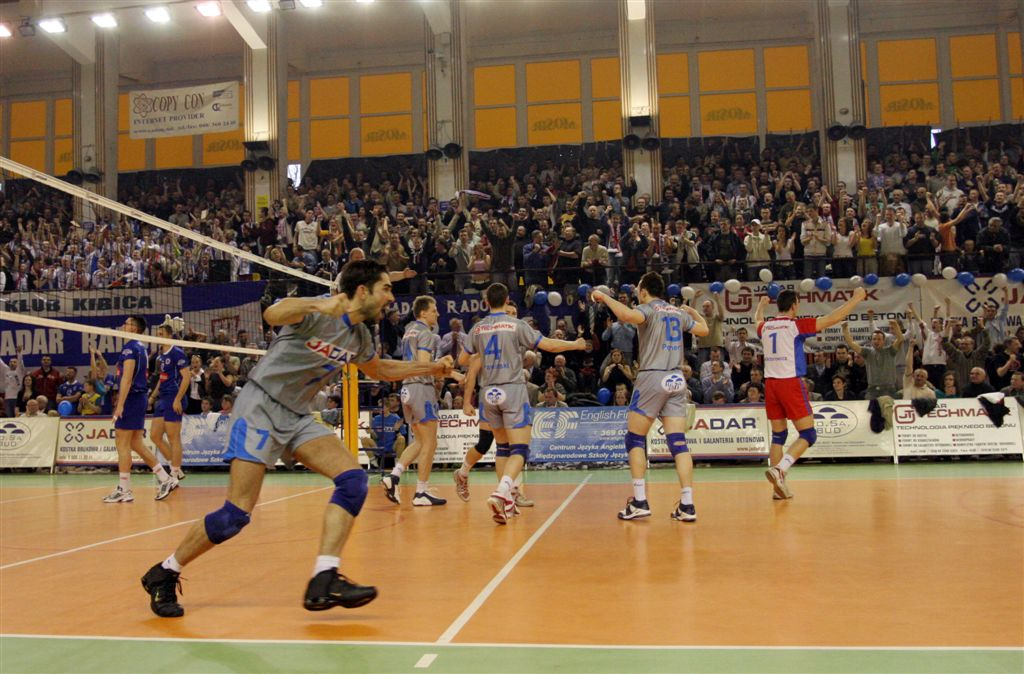
Radość siatkarzy Jadaru z wywalczonego awansu do PLS-u

W następnym sezonie trenerem drużyny został Grzegorz Wagner. Przed początkiem rozgrywek ligowych radomianie rozegrali mecze w Pucharze Polski. Najpierw zwyciężyli Błękitnych Ropczyce, natomiast rywalizację o awans do fazy grupowej przegrali z Resovią. Pod kierunkiem Wagnera przez niemal całe rozgrywki ligowe byli liderami i w 27 spotkaniach odnieśli 23 zwycięstwa. Przed zakończeniem rundy zasadniczej szkoleniowiec podał się do dymisji. Jego miejsce do końca rozgrywek ligowych zajął Witold Roman. Do fazy play-off drużyna z Radomia przystępowała z 1. miejsca. W półfinale wyeliminowała Energetyka Jaworzno. W finale wygrała z Delectą Bydgoszcz stosunkiem wygranych meczów 2:1 i tym samym wywalczyła bezpośredni awans do Polskiej Ligi Siatkówki. Decydujący mecz rozegrała w Radomiu – wtedy gospodarze pokonali rywali po tie-breaku.
Skład zespołu w sezonie 2005/2006: Mariusz Wiktorowicz, Daniel Górski, Krzysztof Staniec, Maciej Pawliński, Paweł Biliński, Konrad Prusakowski, Łukasz Kruk, Krzysztof Niedziela, Krzysztof Makaryk, Mykoła Karzow, Sebastian Pęcherz, Grzegorz Kokociński, Wojciech Żaliński.

### Od 2006 – występy w Polskiej Lidze Siatkówki

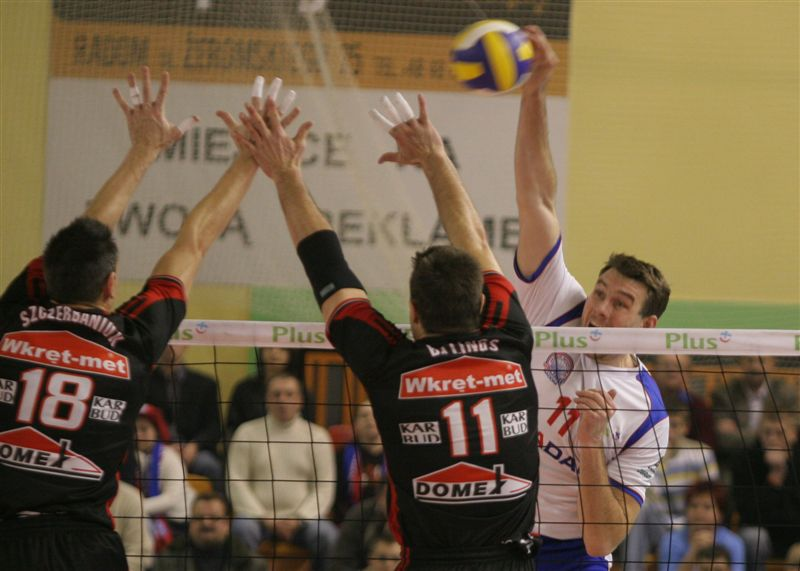
Zawodnik Jadaru Marco Liefke w ataku

W przerwie sezonowej Jadar Sport pozyskał m.in. uczestników Mistrzostw Świata 2006: Přemysla Obdržálka (Czechy) i Dallasa Sooniasa (Kanada). Nowym trenerem zespołu został Dariusz Luks. Radomianie sezon rozpoczęli od Pucharu Polski, w którym zmagania zakończyli na fazie grupowej. Swój pierwszy mecz w Polskiej Lidze Siatkówki rozegrali przed własną publicznością, przegrywając z ówczesnym obrońcą tytułu mistrza Polski, Skrą Bełchatów, 0:3. Pierwszy punkt zdobyli przy stanie 0:10, co było nowym rekordem bełchatowian. W 2. kolejce ligowej radomska drużyna odniosła swoje pierwsze zwycięstwo w najwyższej klasie rozgrywek, pokonując w czterech setach Gwardię Wrocław. W klasyfikacji końcowej zajęła 7. miejsce i tę samą pozycję wywalczyła w rundzie play-off.
W kolejnym sezonie Jadar Sport zainaugurował rozgrywki Polskiej Ligi Siatkówki spotkaniem, które przegrał po tie-breaku z Wkręt-Metem Domexem AZS-em Częstochowa. Do 4. kolejki ligowej nie odniósł żadnego zwycięstwa. Po trzecim meczu szkoleniowiec Dariusz Luks podał się do dymisji. W 7. serii spotkań zespół z Radomia jako pierwszy w lidze w tym sezonie pokonał ówczesnego obrońcę tytułu mistrza kraju, BOT Skrę Bełchatów. Trenerem radomian był wtedy Wojciech Stępień. W rundzie zasadniczej Jadar wywalczył 18 punktów, plasując się na 7. miejscu. Po samych porażkach w fazie play-off zajął 8. pozycję w klasyfikacji końcowej. W Pucharze Polski radomscy siatkarze doszli do ćwierćfinału, w którym przegrali z Mlekpolem AZS-em Olsztyn 1:3. Pod koniec sezonu ligowego zawodnik Jadaru, Wojciech Żaliński, został powołany do składającej się z 22 osób reprezentacji Polski.
Po zakończeniu rozgrywek ligowych i pucharowych prezes klubu Tadeusz Kupidura ogłosił sprzedaż akcji, ponieważ jego firma nie mogła przeznaczyć na sponsoring wystarczającej kwoty na utrzymanie zespołu w PlusLidze (wcześniej Polskiej Lidze Siatkówki). Już w trakcie sezonu rozważał odsprzedanie miejsca w lidze, natomiast według jednej z wersji miejsce w rozgrywkach miałoby zostać odsprzedane do Kielc. Nadzwyczajna sesja rady miejskiej zwołana na wniosek prezydenta Radomia, Andrzeja Kosztowniaka, zadecydowała, że klub dostanie pieniądze z budżetu miasta i dzięki temu Jadar pozostał w ekstraklasie. Na sezon 2008/2009 drużyna przyjęła nazwę „Jadar Radom”.

### Sezon po sezonie
| Sezon – Liga       | Miejsce | Mecze (Z-P) | Mecze (Z-P) |
| ------------------ | ------- | ----------- | ----------- |
| 2003/04 – I liga B | 8.      | 20 (9-11)   |             |
| 2004/05 – I liga B | 4.      | 26 (18-8)   |             |
| 2005/06 – I liga   | 1.      | 34 (26-8)   |             |
| 2006/07 – PLS      | 7.      | 26 (9-17)   |             |
| 2007/08 – PLS      | 8.      | 25 (5-20)   |             |
| 2008/09 – PL       | 9.      | 25 (12-13)  |             |
| 2009/10 – PL       | 9.      | 27 (11-16)  |             |
| 2010/11 – I liga   | 2.      | 37 (25-12)  |             |

Poziom rozgrywek:
     najwyższy ogólnokrajowy
     drugi

## Zawodnicy
- 2003 – 2004  Jacek Malczewski
- 2003 – 2004  Krzysztof Bas
- 2003 – 2004  Maciej Zając
- 2003 – 2004  Marek Wilk
- 2003 – 2004  Michał Fijałkowski
- 2003 – 2004  Robert Grzanka
- 2003 – 2005  Michał Jaskulski
- 2003 – 2005  Przemysław Surmacz
- 2003 – 2005 i 2010/2011  Maciej Kałasz
- 2003 – 2005  Konrad Frysztak
- 2003 – 2006  Krzysztof Staniec
- 2003 – 2006  Paweł Biliński
- 2003 – 2006  Konrad Prusakowski
- 2003 – 2010  Maciej Pawliński
- 2003 – 2005 i 2009 – 2011  Grzegorz Szumielewicz
- 2004 – 2005  Piotr Skrok
- 2004 – 2005  Filip Szewczyk
- 2004 – 2006  Mariusz Wiktorowicz
- 2004 – 2007  Krzysztof Makaryk
- 2005 – 2006  Łukasz Kruk
- 2005 – 2006  Mykola Karzov
- 2005 – 2007  Krzysztof Niedziela
- 2005 – 2008  Grzegorz Kokociński
- 2005 – 2008  Sebastian Pęcherz
- 2005/2006, 2008/2009 i 2010/2011  Daniel Górski
- 2005 – 2010  Wojciech Żaliński
- 2006 – 2007  Dallas Soonias
- 2006 – 2007  Thomas Malcik
- 2006 – 2008  Přemysl Obdržálek
- 2006 – 2009  Marcin Owczarski
- 2006 – 2011  Marcin Kocik
- 2006 – 2010  Jarosław Macionczyk
- 2006/07 i 2008 – 11  Arkadiusz Terlecki
- 2007 – 2008  Bartosz Gawryszewski
- 2007 – 2008  Adam Nowik
- 2007 – 2008  Marco Liefke
- 2007 – 2008  Piotr Lipiński
- 2007 – 2010  Damian Słomka
- 2007 – 2011  Jakub Bucki
- 2008 – 2009  Konrad Małecki
- 2008 – 2009  Damian Domonik
- 2008 – 2009  Grzegorz Kosok
- 2008 – 2010  Maikel Moreno Salas
- 2008 – 2010  Sirianis Mendez Hernandez
- 2008 – 2011  Adrian Stańczak
- 2009 – 2010  Robert Prygiel
- 2009 – 2010  Michał Kaczmarek
- 2010 – 2011  Ardo Kreek
- 2010 – 2011  Karol Fryszkowski
- 2010 – 2011  Łukasz Kruk
- 2010 – 2011  Jakub Radomski
- 2010 – 2011  Maciej Wołosz
- 2010 – 2011  Paweł Mikołajczak
- 2010 – 2011  Mariusz Gaca
- 2010 – 2011  Jimmie Ivarsson

### Siatkarze Jadaru w reprezentacji swojego kraju
Pierwszymi zawodnikami, którzy podczas występów w Jadarze byli reprezentantami swojego kraju, zostali Přemysl Obdržálek z Czech i Dallas Soonias z Kanady. Obaj do klubu przeszli na sezon 2006/2007 i uczestniczyli m.in. w Mistrzostwach Świata 2006. Obdržálek po meczach grupowych tego turnieju prowadził w rankingu najlepszych libero. Zmagania ze swoim zespołem zakończył na 2. fazie. Kanadyjczycy natomiast wywalczyli 11. miejsce. Po odejściu z Jadaru, po roku gry, Sonnias uczestniczył m.in. w „Copa América”.
W 2006 roku do reprezentacji Polski na Ligę Światową zakwalifikował się Marcin Kocik, który w tym samym roku został zawodnikiem radomskiej drużyny. 22 marca 2008 roku Raúl Lozano do szerokiej kadry na turniej w Espinho (eliminacje do Igrzysk Olimpijskich) i Ligę Światową powołał siatkarza Jadaru, Wojciecha Żalińskiego. Obaj wymienieni gracze ani razu nie wystąpili w pierwszej reprezentacji.
Ponadto w kadrze B jako zawodnicy Jadaru mecze rozegrali: Sebastian Pęcherz (jako pierwszy), Wojciech Żaliński, Adrian Stańczak i Michał Chaberek.

## Trenerzy

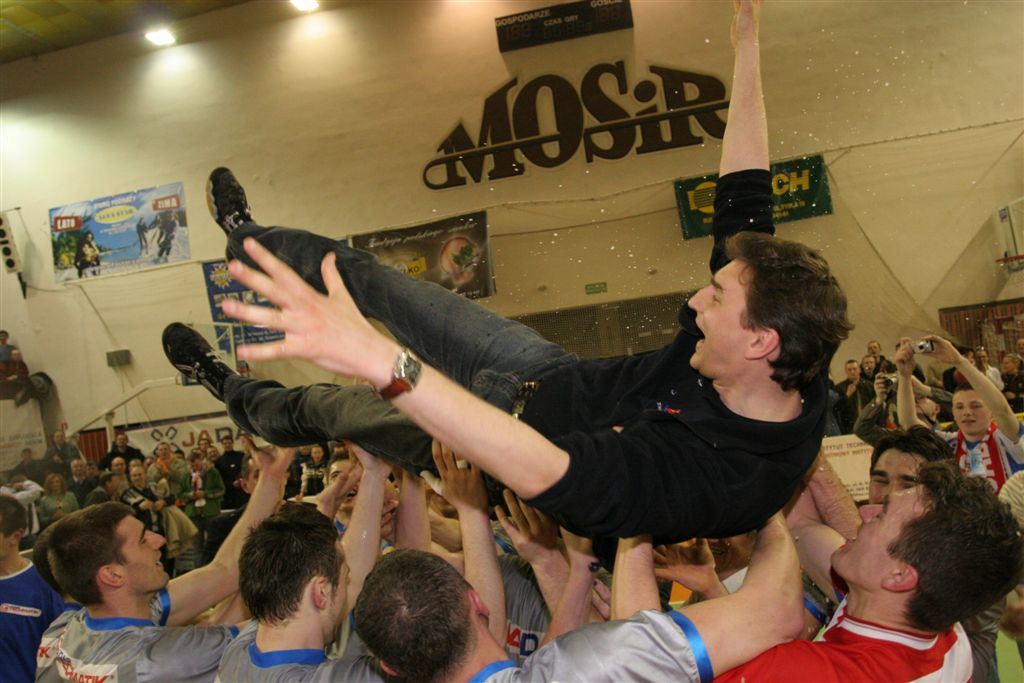
Trener Witold Roman na rękach siatkarzy po wywalczeniu awansu do PLS-u

| Okres     | Imię i nazwisko      |
| --------- | -------------------- |
| 2003/2004 | Dariusz Fryszkowski  |
| 2004/2005 | Jacek Skrok          |
| 2005/2006 | Grzegorz Wagner      |
| 2006      | Witold Roman         |
| 2006/2007 | Dariusz Luks         |
| 2007/2008 | Wojciech Stępień     |
| 2008/2009 | Mirosław Zawieracz   |
| 2009/2010 | Jan Such             |
| 2010/2011 | Dominik Kwapisiewicz |

## Symbole klubowe
Barwy, logo i nazwa klubu nawiązywały do firmy Jadar, strategicznego sponsora zespołu. W żaden sposób nie odnosiły się do radomskiej tradycji piłki siatkowej.
Kolory klubu to: biały, granatowy i czerwony, które widnieją na strojach zawodników i w herbie klubu. Kolorystyka ubioru siatkarzy była zmieniana przed sezonami: 2006/2007 oraz 2007/2008.
Maskotką klubową był zając w barwach drużyny, zaprojektowany przez firmę Elabi.

## Zespół rezerw i grupy młodzieżowe
Do 2007 roku w klubie działały zespół rezerw i grupy młodzieżowe.
W sezonie 2005/2006 druga drużyna Jadaru, występująca pod nazwą Klub Sportowy „Jadar” Radom, awansowała do II ligi. Pierwszy mecz w tych rozgrywkach rozegrała 23 września 2006 na własnym parkiecie. Wówczas przegrała 1:3 z Błękitnymi Ropczyce. Po rundzie zasadniczej zajmowała 4. miejsce z dorobkiem 35 punktów. Tę samą pozycję wywalczyła po trzech rundach play-off. Szkoleniowcem zespołu był wtedy Wojciech Stępień, a barwy II-ligowej drużyny reprezentowali m.in. Wojciech Żaliński, Damian Słomka, Jakub Bucki.
W 2007 roku juniorzy Jadaru zostali wicemistrzami Polski. W meczu finałowym przegrali po tie-breaku z AZS UWM Olsztyn, których pokonali bez straty seta w eliminacjach. Zawodnik radomskiego klubu, Wojciech Żaliński, został wybrany na najlepszego atakującego turnieju.
W grudniu 2007 roku zespół rezerw i grupy młodzieżowe zostały przekazane Radomskiemu Centrum Siatkarskiemu (obecnie RCS „Czarni”).

## Kibice

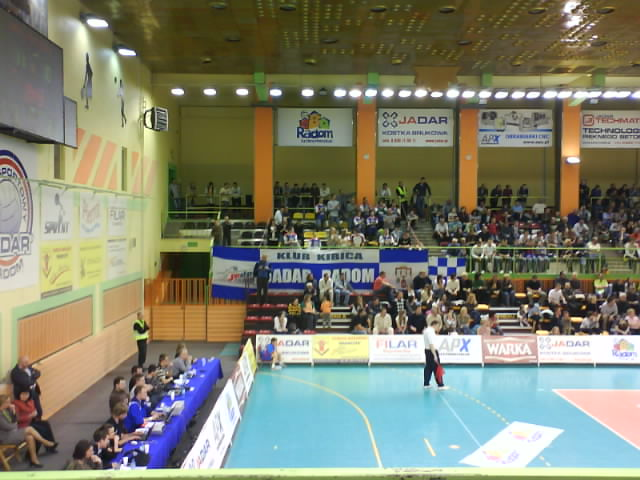
W oddali widoczny Klub Kibica Jadar – 2007/2008

### Klub Kibica „Jadar”
Klub Kibica Jadar został założony w 2003 roku. Stowarzyszenie objął główny sponsor klubu, który wyposażył kibiców w koszulki klubowe i inne gadżety oraz legitymacje członkowskie pozwalające na darmowe wstępy na mecze. Co roku fani Jadaru organizowali wyjazdy na mecze Ligi Światowej.

### Konflikt z kibicami Czarnych Radom
Od początku działalności klubu zespół dopingowali również kibice Czarnych Radom. Radomskie Towarzystwo Sportowej powstało na strukturach Wojskowego Klubu Sportowego i miało być spadkobiercą jego tradycji i historii. Zarząd Jadaru nie dotrzymał obietnicy, że w nazwę drużyny wejdzie człon „Czarni”. Od 2005 roku fanom utożsamiającym się z „Wojskowymi” utrudniano wejście na mecze. Do sezonu 2006/2007 Jadar miał dwa kluby kibica, które nawzajem się przekrzykiwały. W 2007 roku w miejsce II-ligowego wówczas KS Jadar Radom (Jadar II Radom) powołano Radomskie Centrum Siatkarskie, które na sezon 2008/2009 przyjęło nazwę „RCS Czarni” i utożsamia się z klubem powstałym w 1921 roku.

## Hala sportowa

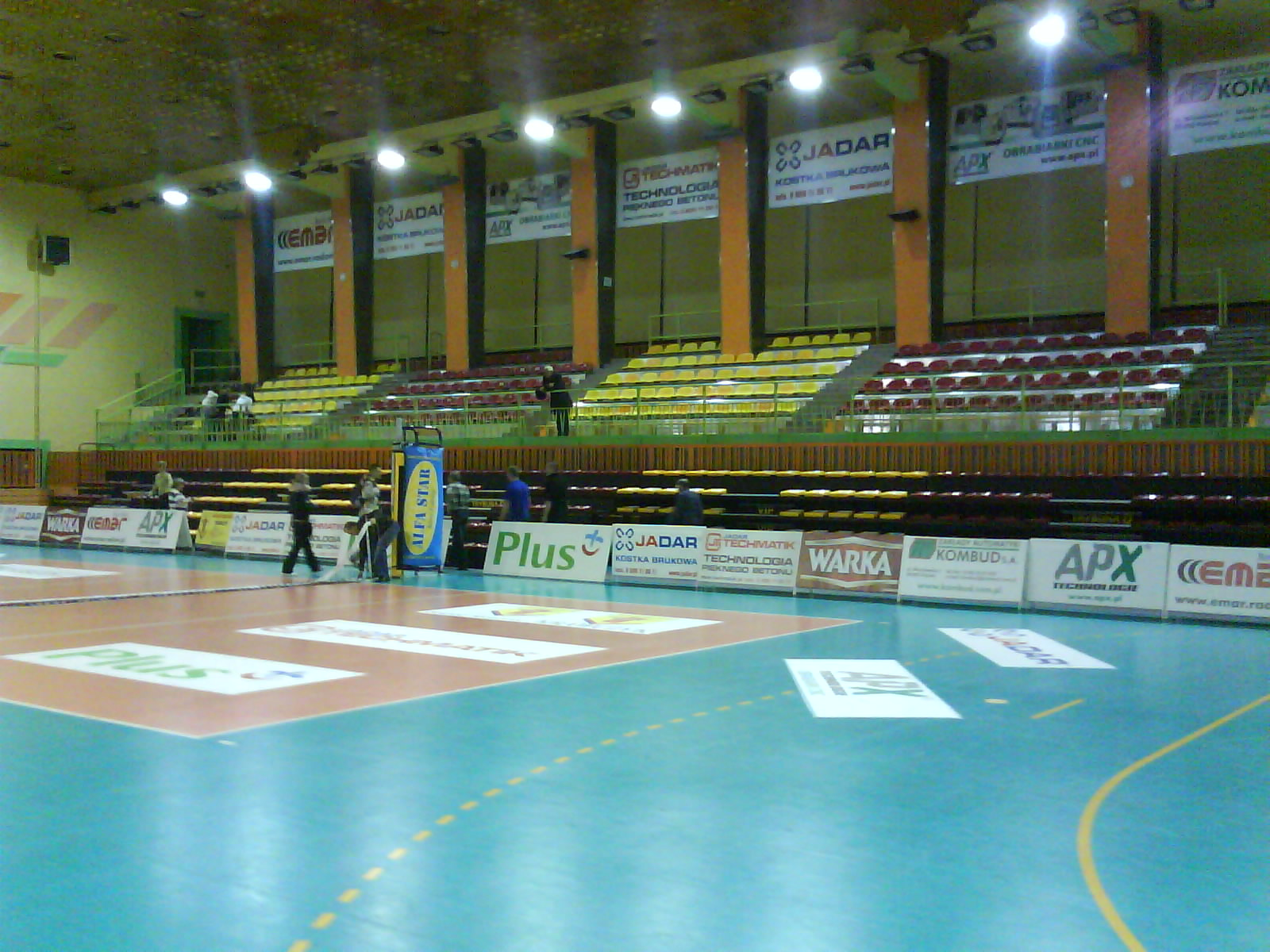
Hala MOSiR, 2007

Zawodnicy Jadaru swoje mecze rozgrywali w Hali sportowej Miejskiego Ośrodka Sportu i Rekreacji, znajdującej przy ulicy Gabriela Narutowicza 9 w Radomiu. Obiekt z 1 200 plastikowymi krzesełkami i rozkładaną trybuną mogła pomieścić około 2 500 widzów.
W listopadzie 2003 roku firma Jadar kupiła od miasta tereny przy Radomiaku, na których miała dokończyć budowę obiektów sportowo-rekreacyjnych, w skład których miały wchodzić: hala widowiskowo-sportowa, aquapark z dwoma zjeżdżalniami, hotel, kręgielnia, centrum odnowy biologicznej, restauracja, kawiarnia, małe sklepy i sala klubowa. W październiku 2005 roku właściciel przedsiębiorstwa, Tadeusz Kupidura, wystawił nieruchomość na sprzedaż.

## Jadar Radom jako spółka akcyjna
19 czerwca 2006 roku, po awansie do najwyższej klasy ligowej, klub przekształcił w sportową spółkę akcyjną, przyjmując nazwę Jadar Sport S.A. Radom. Powołanie spółki było wymogiem Polskiej Ligi Siatkówki. Stuprocentowym udziałowcem był właściciel firmy Jadar, Tadeusz Kupidura.
Władze Jadaru:
- Prezes: Tadeusz Kupidura
- Wiceprezes: Dariusz Kupidura
- Członek zarządu: Bogdan Domagała